# 跳接
跳接（英語：jump cut）是一种影片艺术剪辑方法。不同于传统剪辑中场景的连续性，跳接以一定的逻辑性将不同时空的场景接在一起。在高達的第一部电影《断了气》中，他充分运用了这种手法，在他的《狂人皮埃罗》可以看到他更为大胆和试验性地运用这种技巧。这种打破常规的技巧冲击了当时人们对电影的思考。